# Lars Jansson (pisarz)
Lars Fredrik Jansson (ur. 8 września 1926, zm. 31 lipca 2000) – fiński pisarz i rysownik szwedzkiego pochodzenia.
Pochodzący z Helsinek Lars Jansson był synem fińskiego rzeźbiarza wywodzącego się ze szwedzkojęzycznej mniejszości w Finlandii Viktora Janssona i szwedzkiej ilustratorki, Signe Hammarsten-Jansson. Jego siostrą była pisarka Tove Jansson, bratem – Per Olov Jansson.

## Twórczość

### Komiksy
W latach 1957–1975 w londyńskiej gazecie „The Evenig News” ukazywały się jego paski komiksowe o Muminkach. Początkowo zlecenie otrzymała Tove Jansson, która tworzyła dla Anglików komiksy o Muminkach w latach 1954–1959, ale w międzyczasie zaprosiła do współpracy brata. Wspólnie stworzyli kilka zamkniętych historii w latach 1957–1959, a od roku 1960 Lars sam kontynuował pracę nad paskami, aby Tove mogła skupić się na pisaniu książek z tymi samymi postaciami. Lars stworzył pięćdziesiąt dwie opowieści (nie licząc kilku, przy których wcześniej pomagał siostrze). W sumie powstały aż 74 komiksy o Muminkach, 15 autorstwa Tove (w tym 1 na zlecenie innej gazety), 7 stworzonych przez rodzeństwo i 52 napisanych i narysowanych przez Larsa. Wiele z tych komiksowych opowieści zostało później zekranizowanych jako odcinki japońskiego serialu o Muminkach.

### Serial telewizyjny
Między 1990 a 1992 pracował w Japonii z Dennisem Livsonem jako kierownik artystyczny serialu animowanego Muminki. 